# Объявление великого князя Николая Николаевича к полякам

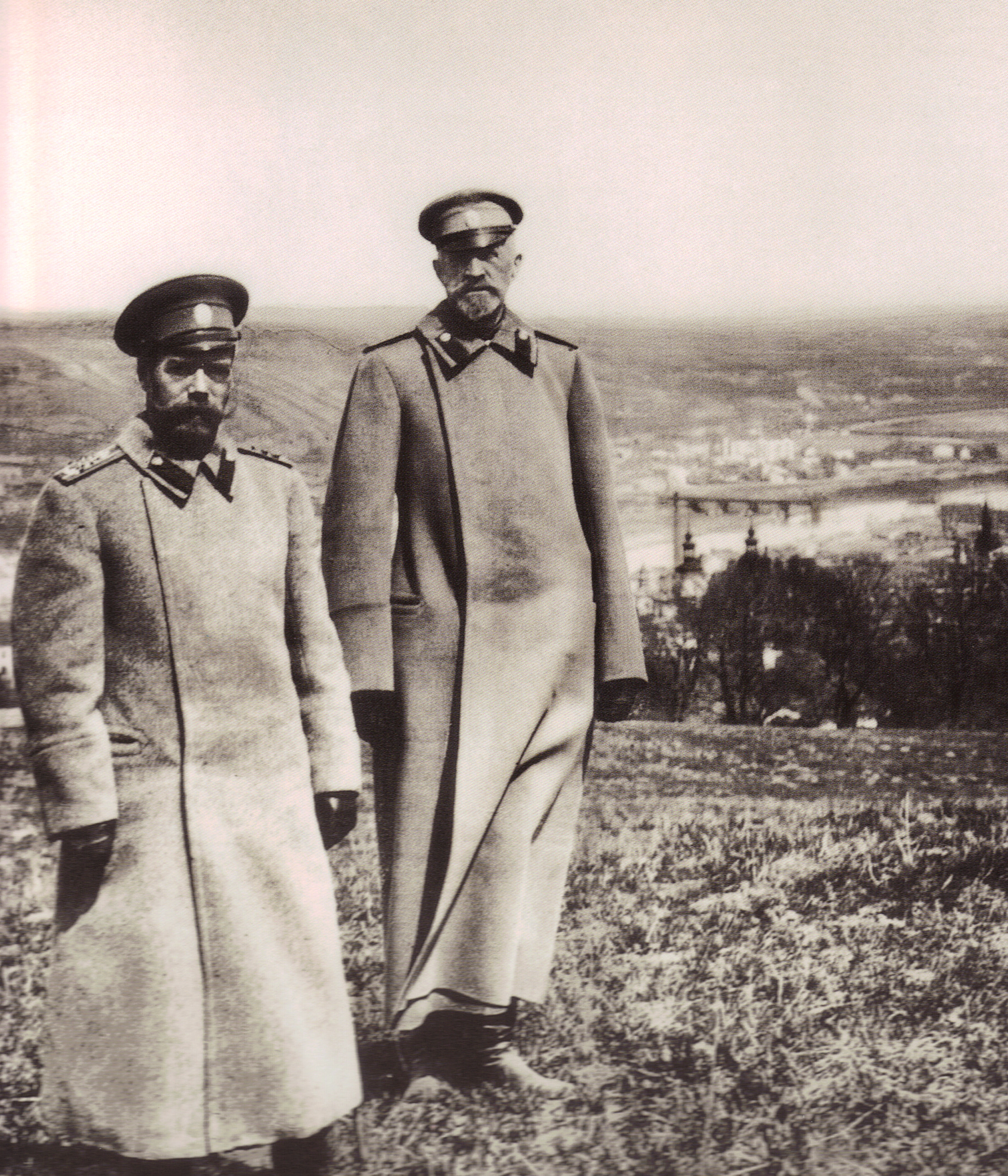

Объявление великого князя Николая Николаевича к полякам также называемое Манифест 14 августа 1914 (польск. Odezwa Wielkiego Księcia Mikołaja Mikołajewicza) было объявлением от Николая Николаевича к полякам после начала Первой мировой войны. Николай, провозглашая, что хотя «сто пятьдесят лет назад Польша была разорваня на части, её душа выжила, и она жила в надежде, что для польского народа наступит час возрождения и примирения с Россией». 

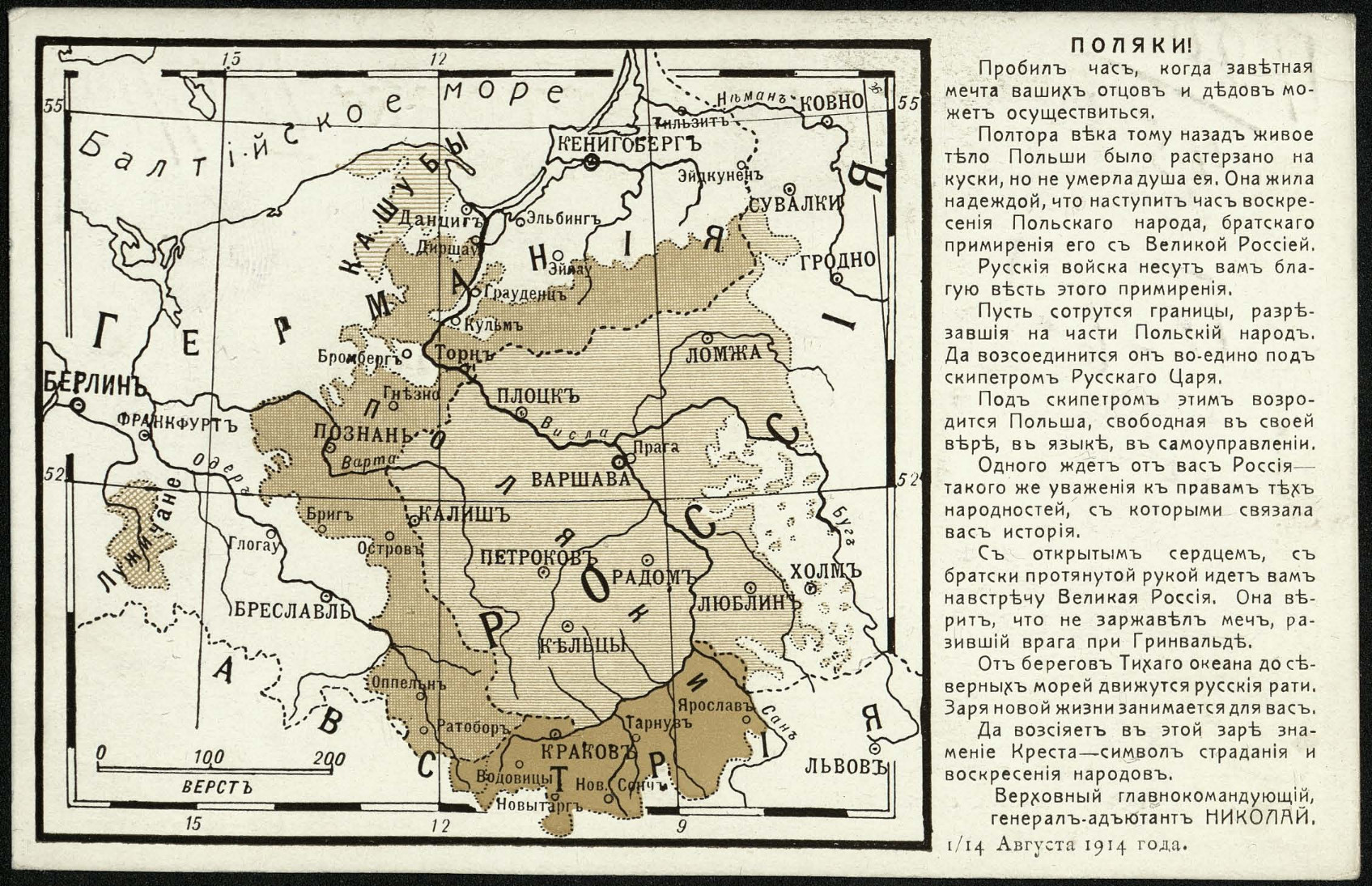
Карта польских земель, 1914 г.

Николай обещал объединение Польских земель под покровительством Российского царя и автономию для поляков. 
Манифест с благодарностью встретили Национал-Демократы Роман Дмовский и Маврикий Замойский.